# 方仲如
方仲如（1901年2月2日—1983年6月5日），又名方廷桢，字干才，化名李惠亭，男，陕西咸阳县新店人，中华人民共和国政治人物。

## 生平
生于农民兼小商人的家庭。幼年丧父。1908年至1916年就读于家乡私塾和西安高小。1917年春考入陕西省立第三中学（现为三原南郊中学）。1922年考入北京大学预科学习，1922年冬加入了陕西旅京进步学生组织共进社。1923年当选为共进社庶务和财务股主任，并负责《共进》半月刊的发行工作。1924年加入中国社会主义青年团。参加党所领导的国民会议促成会全国代表大会的筹备工作。任北大党团组织创建的平民夜校和共进社主办的升学补习班的教员。1925年参加五卅运动等。1925年秋受党团组织派遣回陕工作。到渭南渭阳中学任训育主任兼数学教员，在关中发展团组织、农民协会。1926年8月再次入京，转为中国共产党党员。后受李大钊委派，10月初赴绥远入冯玉祥部国民联军第五路（司令石友三）政治处处长兼党代表。1927年夏，冯玉祥部队清党，和宣侠父、刘志丹等离开，8月被派往苏联莫斯科东方劳动者共产主义大学学习政治理论和无线电技术，任班长、支部书记。1930年10月回到上海，分配到中共特科在李强实际领导的第二期无线电集训班任教，1930年12月17日与该训练班其他19名师生被捕入狱，判刑9年零10个月。1936年8月被友人关中哲保释，中共渭北工委派遣担任杨虎城部许权中独立旅任政治处处长、西北民众运动指导委员会委员。
1937年7月赴延安，任中共中央党校教员、研究室主任、党总支书记、校务部部长等职。1941年冬任中共中央机关事务管理局局长、陕甘宁边区政府被服局局长。1943年整风运动后期的审干中，因“叛徒”、“坏分子”嫌疑中断工作半年。
解放战争期间，任陕甘宁边区财委副秘书长、陕甘宁晋绥联防军司令部后勤部部长、西北野战军后勤部副司令员、第一野战军后勤部政委、西北军政大学副校长等职务。
1949年5月任西安市第一副市长、市长，中共西安市委第二书记、1956年5月任西安市委第一书记，1957年中共陕西省委书记（当时设第一书记）、省委常务书记，陕西省政协主席，1963年中共中央西北局监察组组长等职位。文革期间遭受迫害。他还是第五届中国人民政治协商会议常务委员。1983年在北京逝世。

## 家人
四个弟妹都先后加入了中共。妹妹方鉴昭1928年牺牲。